# Jennifer Jones
Pour les articles homonymes, voir Jennifer Jones (homonymie) et Jones.
Phylis Lee Isley, dite Jennifer Jones, est une actrice américaine née le 2 mars 1919 à Tulsa (Oklahoma) et morte le 17 décembre 2009 à Malibu (Californie). Au cours de sa carrière qui s'étend sur plus de cinq décennies, elle est nommée cinq fois aux Oscars, remportant une fois celui de la meilleure actrice et un Golden Globe de la meilleure actrice dans un film dramatique.
Originaire de Tulsa dans l'Oklahoma, elle travaille comme mannequin dans sa jeunesse avant de passer au métier d'actrice, apparaissant dans deux feuilletons en 1939. Son troisième rôle est celui de Bernadette Soubirous dans Le Chant de Bernadette (1943), qui lui vaut l'Oscar et le Golden Globe de la meilleure actrice. Elle joue ensuite dans plusieurs films qui lui apportent des critiques élogieuses et trois autres nominations aux Oscars au milieu des années 1940 pour Depuis ton départ (1944), Le Poids d'un mensonge (1945) et Duel au soleil (1946).
En 1949, elle épouse le producteur de films David O. Selznick et tient le rôle-titre de Madame Bovary de Vincente Minnelli.  Elle apparaît dans plusieurs films tout au long des années 1950, dont La Furie du désir (1952), la comédie d'aventure Plus fort que le diable (1953) de John Huston et le drame Station Terminus (1953) de Vittorio De Sica. Elle est nommée une cinquième fois aux Oscars pour son rôle de médecin eurasienne dans La Colline de l'adieu (1955). Après la mort de Selznick en 1965, elle épouse l'industriel Norton Simon et prend une semi-retraite. Elle fait sa dernière apparition au cinéma dans La Tour infernale (1974).
Jones souffre de problèmes mentaux au cours de sa vie. Après que sa fille s'est suicidée en 1976, elle s'implique activement dans l'éducation en santé mentale. En 1980, elle fonde la Fondation Jennifer Jones Simon pour la santé mentale et l'éducation. Elle connaît une retraite tranquille, vivant les six dernières années de sa vie à Malibu en Californie, où elle meurt de causes naturelles en 2009 à l'âge de 90 ans.

## Biographie

### Passions et ambitions

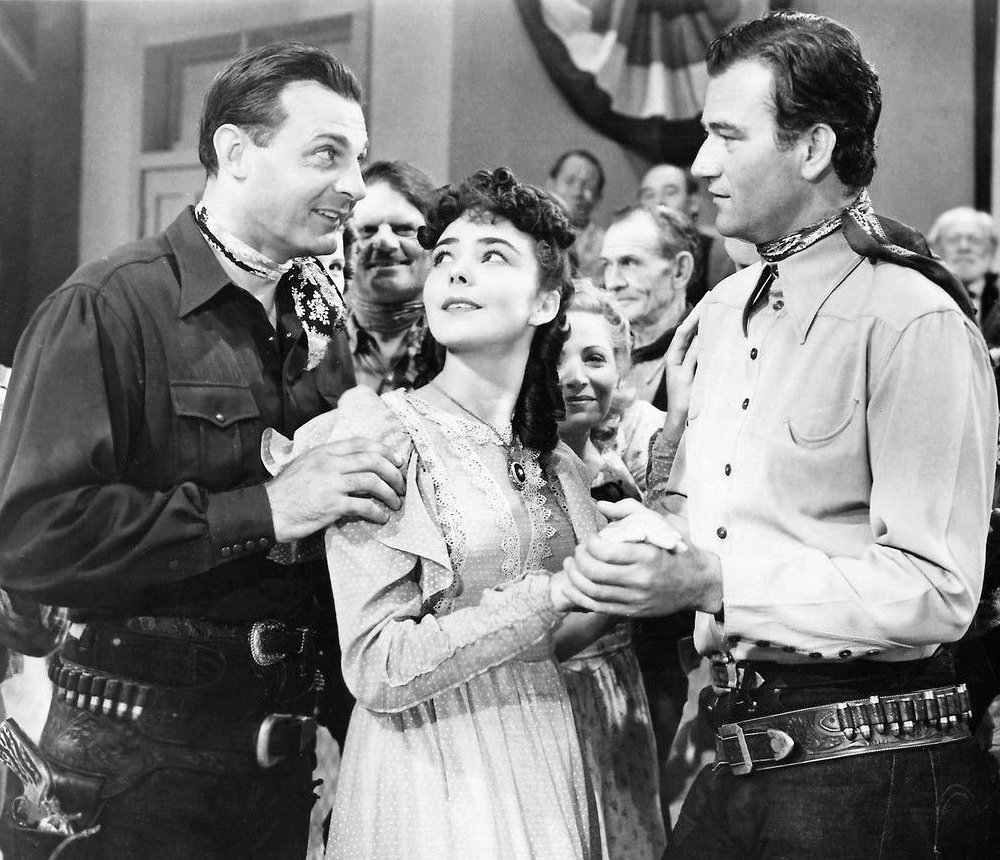
Ray Corrigan, Jennifer Jones et John Wayne dans New Frontier (1939).

Phylis Isley est née le 2 mars 1919 à Tulsa. Elle est la fille unique d’acteurs itinérants, propriétaires d’une compagnie théâtrale puis de salles de cinéma. Enfant, elle monte sur les planches dans le théâtre de ses parents. La passion pour la comédie grandissant, elle décide de faire ses études à l'American Academy of Dramatic Arts de New York en 1937 où elle obtient une bourse d’études supérieures. C’est là qu’elle rencontre un étudiant de l’Académie dont elle tombe amoureuse, Robert Walker, qui devient son mari le 2 janvier 1939. Phylis a 19 ans, Robert tout juste 20. Le couple a ensuite deux enfants : Robert Walker Jr. (1940-2019) puis Michael. Ils tentent ensuite leur chance ensemble, tout d’abord pour des émissions à la radio de Tulsa, puis ils partent à Hollywood. Robert travaille comme acteur radiophonique pour TBS et Phyllis après des essais infructueux à la Paramount Pictures, obtient des petits rôles notamment dans un western, New Frontier, aux côtés de John Wayne à la Republic Pictures.

### De Phylis à Jennifer: une ascension fulgurante
En 1941, attirée par une audition pour le film Claudia, Phylis passe des bouts d’essais. Elle rencontre le producteur du projet, David O. Selznick et, après avoir fait forte impression, décroche un contrat de sept ans chez ce Pygmalion et découvreur de stars comme Ingrid Bergman, Joan Fontaine ou Alida Valli.
C'est alors que l'on change le nom de Phylis Lee Isley pour celui de Jennifer Jones et Selznick, ne voulant pas la lancer trop tôt au cinéma, attend deux ans avant de lui trouver un rôle à sa mesure. Chose gagnée avec Le Chant de Bernadette en 1943, puisque non seulement Jennifer recueille tous les éloges de la critique dans le rôle de la jeune Française de Lourdes Bernadette Soubirous (canonisée à peine neuf ans plus tôt), mais de plus, pour sa première interprétation importante, elle reçoit l’Oscar de la meilleure actrice des mains de Greer Garson. Les ambitions de Selznick se reportent dès lors sur la jeune actrice : faire de Jennifer Jones une grande star devient pour lui une obsession.

### Les années Selznick

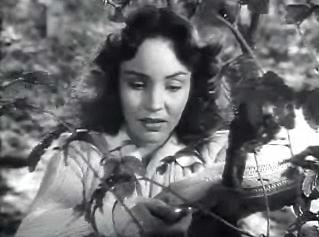
Le Poids d'un mensonge (1945)

Jennifer Jones enchaîne avec un second rôle dans Depuis ton départ, pour lequel elle a une deuxième nomination aux Oscars ; elle y joue avec son mari Robert Walker, qui entre-temps a décroché un contrat chez MGM. Mais rien ne va plus entre les conjoints et, malgré deux enfants, le couple divorce en 1945, l’affection de Jennifer Jones s’étant reportée sur Selznick. Son personnage romantique dans Le Poids d'un mensonge (1945) de William Dieterle lui vaut une nouvelle nomination aux oscars. Malgré son contrat d’exclusivité avec Selznick, elle fait ensuite pour la 20th Century Fox une de ses rares incursions dans la comédie, avec le rôle de Cluny Brown dans La Folle ingénue, satire de la mentalité anglaise d’avant-guerre : c’est le dernier film entièrement réalisé par Ernst Lubitsch avant son décès pendant le tournage de La Dame au manteau d'hermine.
En 1946, Selznick donne à nouveau la vedette à Jennifer Jones dans le western mélodramique Duel au soleil. Le producteur est persuadé d’avoir enfin trouvé avec le roman homonyme de Niven Busch, un sujet digne d’égaler sa production la plus célèbre Autant en emporte le vent. Extraordinaire épopée avec des décors et des couleurs à couper le souffle (Selznick fait appel à Josef von Sternberg comme conseiller pour les couleurs), Duel au soleil est une des productions les plus coûteuses jamais réalisées jusqu’alors. King Vidor est à la réalisation mais il abandonne à la suite des interventions despotiques du producteur, et il est remplacé par William Dieterle. Le budget de six millions de dollars est augmenté de deux millions rien que pour le lancement du film. L’érotisme exacerbé de certaines scènes déchaîne la censure, le film, condamné pour « immoralité » par l’Église et les ligues de décence, rencontre néanmoins un énorme succès public et rapporte dix-sept millions de dollars à son producteur. Comme chaque année depuis Le Chant de Bernadette, Jennifer Jones obtient une nouvelle nomination aux Oscars pour son rôle dans le film.

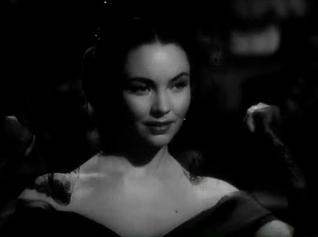
Madame Bovary (1949)

Elle retrouve ensuite le réalisateur William Dieterle pour Le Portrait de Jennie, film à l’atmosphère onirique, où Jennifer Jones offre une composition des plus envoûtantes, mais qui s'avère un échec : Selznick, qui a mis sa fortune en jeu, doit vendre son studio de production. Mais rien n’arrête l’ascension de la star. Après un film avec John Huston, elle incarne une émouvante Madame Bovary sous la direction de Vincente Minnelli. Jennifer épouse Selznick en Italie en 1949. Elle perd un bébé en 1951, puis donne naissance à une fille, Mary Jennifer (née le 12 août 1954 - suicidée en 1976). N'ayant pu se remettre de leur séparation, son premier mari, Robert Walker est mort en 1951 à l'âge de 32 ans.
Le début des années cinquante est faste, après une nouvelle production de Selznick pour La Renarde de Michael Powell ; le producteur fait refaire des scènes entières par le réalisateur Rouben Mamoulian. Elle tourne avec de grands réalisateurs, William Wyler, à nouveau avec King Vidor et John Huston, Vittorio De Sica... Mais c’est en 1955 qu’elle renoue avec la popularité dans La Colline de l'adieu, un des plus grands succès de la 20th Century Fox et un des sommets du box-office, qui lui vaut une cinquième nomination aux Oscars. À la suite de ce regain de popularité, elle tourne quelques films à la Fox avant que son mari ne mette à nouveau des moyens considérables pour sa nouvelle production L'Adieu aux armes. C'est la dernière production de Selznick : le film est un échec et les critiques sont désastreuses. Jennifer attend cinq ans avant de reprendre le chemin des studios. Entre-temps elle prend des cours à l’Actors Studio et recherche des conseils et des professeurs pour la guider. Elle fait son retour dans un film d'Henry King, Tendre est la nuit. Mais le public et les critiques boudent le film. Viennent des années sombres pour Jennifer avec le décès de son second mari en 1965, qui la laisse démunie. Les comptes de Selznick étant dans le rouge, elle trouve une issue au théâtre notamment pour Une Fille de la province à Broadway et tourne encore quelques films. L’inactivité et la dépression la poussent à une tentative de suicide en 1967.

### Une troisième vie

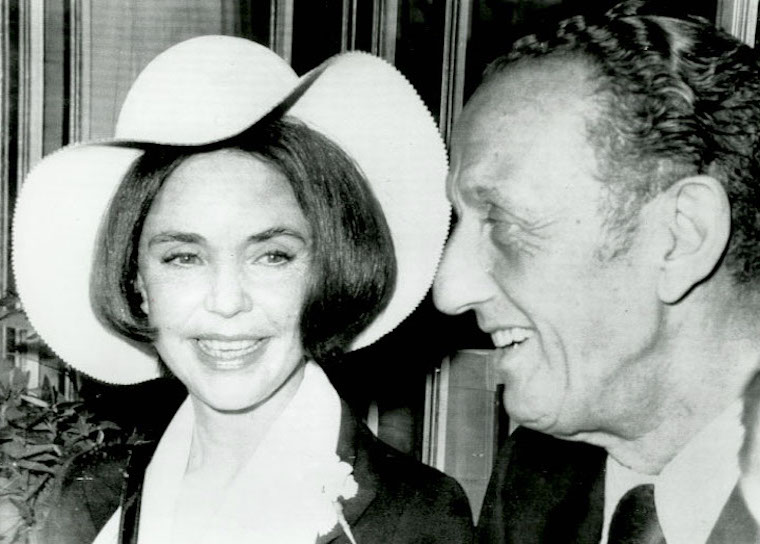
Jennifer Jones et Norton Simon en (1971).

Elle reprend le dessus et, en 1971, elle épouse en troisièmes noces Norton Simon, industriel et collectionneur d’art. Après son retour remarqué dans le film catastrophe La Tour infernale (1974), elle perd sa fille Mary Jennifer, qui se suicide en 1976. Elle tourne définitivement le dos au cinéma pour se consacrer à la psychologie, en créant la Jennifer Jones Simon Foundation for mental health and education en 1980.

### Décès
Elle meurt le 17 décembre 2009 à Malibu (Californie), à l'âge de 90 ans.

## Filmographie

### Actrice

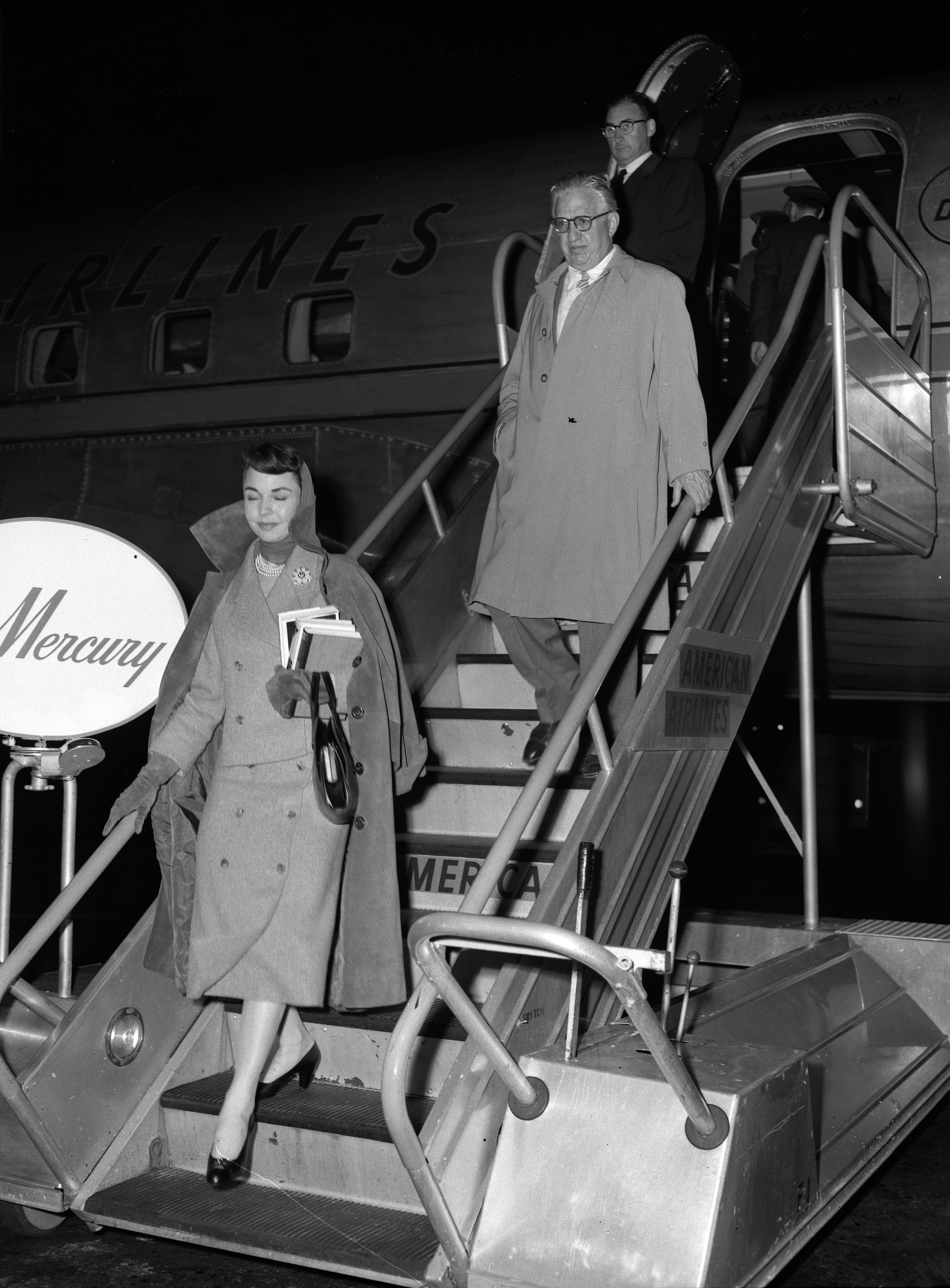
Jennifer Jones et David O. Selznick en 1957

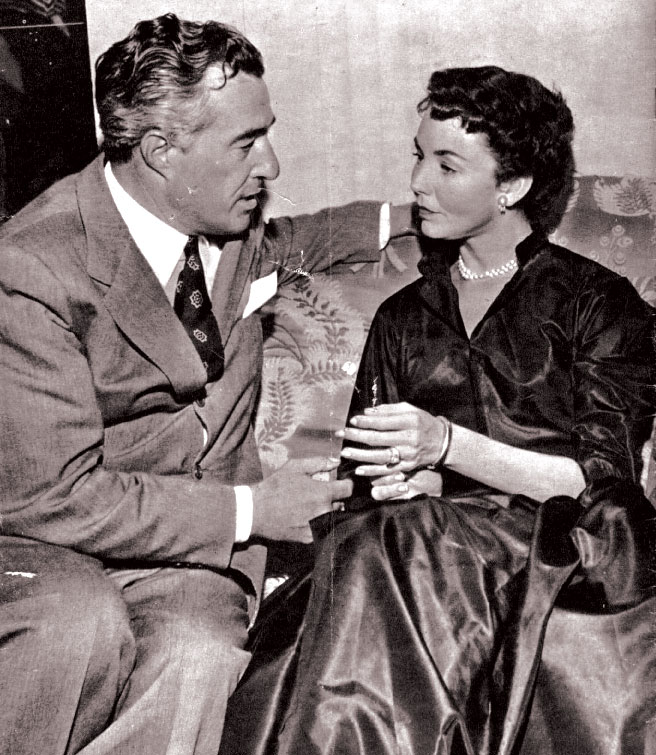
Vittorio De Sica et Jennifer Jones sur le tournage de Station Terminus

- 1939 : New Frontier de George Sherman
- 1939 : Dick Tracy's G-Men (en) de William Witney et John English
- 1943 : Le Chant de Bernadette (The Song of Bernadette) d'Henry King : Bernadette Soubirous
- 1944 : Depuis ton départ (Since You Went Away) de John Cromwell : Jane Deborah Hilton
- 1945 : Le Poids d'un mensonge (Love Letters) de William Dieterle : Singleton / Victoria Morland
- 1946 : Duel au soleil (Duel in the Sun) de King Vidor : Pearl Chavez
- 1946 : La Folle ingénue (Cluny Brown) d'Ernst Lubitsch : Cluny Brown
- 1948 : Le Portrait de Jennie (Portrait of Jennie) de William Dieterle : Jennie Appleton
- 1949 : Les Insurgés (We Were Strangers) de John Huston : China Valdes
- 1949 : Madame Bovary de Vincente Minnelli : Emma Bovary
- 1950 : La Renarde (Gone to Earth) de Michael Powell et Emeric Pressburger : Hazel Woodus
- 1952 : Un amour désespéré (Carrie) de William Wyler : Carrie Meeber
- 1952 : La Furie du désir (Ruby Gentry), de King Vidor : Ruby Gentry
- 1953 : Station Terminus (Stazione Termini) de Vittorio De Sica : Mary Forbes
- 1953 : Plus fort que le diable (Beat the Devil) de John Huston : Mme Gwendolen Chelm
- 1955 : La Colline de l'adieu (Love Is a Many-Splendored Thing) d'Henry King : Dr Han Suyin
- 1955 : Bonjour Miss Dove (Bonjour Miss Dove) d'Henry Koster
- 1956 : L'Homme au complet gris (The Man in the Gray Flannel Sui) de Nunnally Johnson : Betsy Rath
- 1957 : Miss Ba (The Barretts of Wimpole street) de Sidney Franklin
- 1957 : L'Adieu aux armes (A Farewell to Arms) de Charles Vidor : l'infirmière Catherine Barkley
- 1962 : Tendre est la nuit (Tender is the night) d'Henry King
- 1966 : Jeunes gens en colère (The Idol) de Daniel Petrie
- 1969 : Angel, Angel, Down We Go de Robert Thom
- 1974 : La Tour infernale (The Towering Inferno) de John Guillermin : Lisolette
- 1989 : The American Film Institute Salute to Gregory Peck (TV), réalisé par Louis J. Horvitz

## Voix françaises
- Monique Mélinand dans :
  - Le Poids d'un mensonge
  - Duel au soleil
  - Madame Bovary
  - La Furie du désir
  - La Colline de l'adieu
  - L'Homme au complet gris
  - tendre est la nuit
  - La Tour infernale (1er doublage)

et aussi
- Mony Dalmès dans L'Adieu aux armes
- Françoise Pavy dans La Tour infernale (2e doublage)

## Distinctions

### Oscar
- 1944 : meilleure actrice pour Le Chant de Bernadette
- 1945 : nomination Meilleure actrice dans un second rôle pour Depuis ton départ
- 1946 : nomination Meilleure actrice pour Le Poids d'un mensonge
- 1947 : nomination Meilleure actrice pour Duel au soleil
- 1956 : nomination Meilleure actrice pour La Colline de l'adieu

### Golden Globes
- 1944 : meilleure actrice dans un film dramatique  pour Le Chant de Bernadette
- 1975 : nomination Meilleure actrice dans un second rôle pour La Tour infernale